# TT227
La tombe thébaine TT 227 est située à Cheikh Abd el-Gournah, dans la nécropole thébaine, sur la rive ouest du Nil, face à Louxor en Égypte.
D'après Frederike Kampp, c'est peut-être la sépulture de Saimen (Sȝ-Imn) et daterait du règne de Thoutmôsis III (XVIIIe dynastie).